# 小行星25648
小行星25648（25648 Baghel）是一颗绕太阳运转的小行星，为主小行星带小行星。该小行星于2000年1月20日发现。

## 轨道参数
小行星25648的轨道半长轴为384 696 834 km，2.5715029 UA，离心率为0.055。